# İskorpitx
İskorpitx is de schuilnaam van een (vermoedelijk Turkse) computerkraker.
De persoon houdt zich bezig met het defacen van websites. Hij of zij vervangt de hoofdpagina van de website door de eigen schuilnaam en een Turkse vlag. Sinds 2003 heeft İskorpitx naar schatting ten minste 130.000 websites gekraakt, en op 18 mei 2006 pleegde hij of zij de grootste hackaanval van dat type tot dan toe: ten minste 21.000 websites werden gekraakt.
De activiteiten van İskorpitx lijken tot een grotere populariteit van dit soort activiteiten in Turkije te hebben geleid. Halverwege 2006 leek meer dan de helft van de defacement-aanvallen uit Turkije te komen. Hoewel veel van het uit Turkije afkomstige websitevandalisme islamitisch geïnspireerd lijkt te zijn, is dat bij İskorpitx niet het geval, en het is onduidelijk wat de eventuele motieven van de cracker zijn. De identiteit van İskorpitx is onbekend, maar bronnen beweren dat het een 45-jarige man van Turkse afkomst zou zijn en dat hij soms samenwerkt met een 42-jarige die zich senior cracker noemt.
In 2007 heeft de hacker teksten in Turks, steenkolenengels en Frans geplaatst die relateren aan de Armeense kwestie en de PKK, waarschijnlijk door wat er op dat moment actueel was in het nieuws.